# هیلی بنت
هیلی لورن کیلینگ (به انگلیسی: Haley Loraine keeling) (زادهٔ ۷ ژانویه ۱۹۸۸) که به طور حرفه‌ای با نام هیلی بنت (به انگلیسی: Haley Bennett) شناخته می‌شود، بازیگر آمریکایی است.
بنت اولین فیلم خود را در رمانتیک کمدی موسیقی و ترانه (۲۰۰۷) در نقش یک ستاره پاپ تجربه کرد. او چندین ترانه را برای این فیلم، از جمله: «لذت بودا» و «راه بازگشت به عشق» اجرا کرد. بخش‌هایی از ترانه‌های «ورود به شهر غنیمت‌ها» و «کوبیدن» در سکانس کنسرت این فیلم نیز شنیده شد. ترانه «شکست ناپذیر» نیز تنها در تیتراژ پایانی فیلم شنیده می‌شود و فقط یک و نیم دقیقه طول دارد. در سال ۲۰۰۷، او قرار دادی را با ۵۵۰ میوزیک/نوساوند رکوردز (بخشی از اپیک رکوردز) امضا کرد و کار بر روی آلبوم اول خود را با کمک خواننده و شاعر، شلی اسکات آغاز کرد. بنت در ۱۹ ژوئن ۲۰۱۹ اولین کنسرت خود را در لس آنجلس برگزار کرد.
پس از موفقیت او در فیلم موسیقی و ترانه، بنت با بازی در فیلم‌ کمدی کالج (۲۰۰۸)، ترسناک فانتزی گودال (۲۰۰۹)، کمدی درام کابوم (۲۰۱۰) و اکشن ایکوالایزر (۲۰۱۴) به رسمیت شناخته‌شد. در سال ۲۰۱۶، بنت با بازی در سه فیلم هفت دلاور، دختری در قطار و قوانین صدق نمی‌کنند مورد توجه و تحسین منتقدان قرار گرفت.
او در سال ۲۰۱۷ در فیلم درام تشکر به خاطر خدمت‌تان حضور یافت و در موزیکال درام ترانه به ترانه به کارگردانی ترنس مالیک در مقابل کریستین بیل بازی کرد، گرچه سکانس او از فیلم حذف شد. بنت در سال ۲۰۱۹، در تریلر روان‌شناختی بلعیدن به‌ایفای نقش پرداخت. این فیلم نخستین بار در جشنواره فیلم ترایبکا اکران شد و بنت موفق به دریافت جایزه بهترین بازیگر زن شد. بنت برای این فیلم نقدهای تحسین‌برانگیزی از سوی منتقدان دریافت کرد که بازی او را بی‌نقص و استادانه خواندند.

## زندگی‌نامه

### اوایل زندگی
هیلی بنت با نام تولد هیلی لورین کیلینگ، در فورت مایرز، فلوریدا متولد و در نیپلز، فلوریدا بزرگ شد. او اصالتی انگلیسی، آلمانی، ایرلندی، لیتوانیایی‌ و اسکاتلندی دارد. زمانی که بنت شش سال داشت، پدر و مادرش از یکدیگر جدا شدند و او همراه پدرش به اوهایو نقل‌مکان کرد. آن‌ها به طور منظم در ایالت رفت‌و‌آمد می‌کردند. بنت دوران کودکی خود را کوچ‌نشینی توصیف می‌کند، زیرا بین زندگی با پدرش در اوهایو و مادرش در فلوریدا مدام نقل‌مکان می‌کرد.
هنگامی بنت ده ساله بود، به همراه پدرش به استوو، اوهایو رفت و در دبیرستان استوو-مونرو فالز تحصیل کرد. در سیزده‌سالگی در مدرسه مدلینگ باربیزون در اکرون، اوهایو ثبت‌نام کرد. او در سال‌های ۲۰۰۱ و ۲۰۰۶ در همایش بین‌المللی مد و استعداد شرکت کرد و برنده جایزه بزرگ شد. بنت گاهی با مادرش در نیپلز نیز زندگی می‌کرد و در آن‌جا در دبیرستان بارون کالیر به آموختن موسیقی و بازیگری می‌‌پرداخت. در سال ۲۰۰۵، وقتی بنت هجده ساله بود، برای دنبال کردن حرفه بازیگری به همراه مادرش به لس آنجلس نقل‌مکان کرد.

### زندگی شخصی
از ژانویه ۲۰۱۸، بنت با جو رایت، کارگردان انگلیسی، رابطه دارد. اولین فرزند آن‌ها، دختری به نام ویرجینیا، در ۲۷ دسامبر ۲۰۱۸ متولد شد. آن‌ها در بروکلین، نیویورک زندگی می‌کنند.

## فیلم‌شناسی

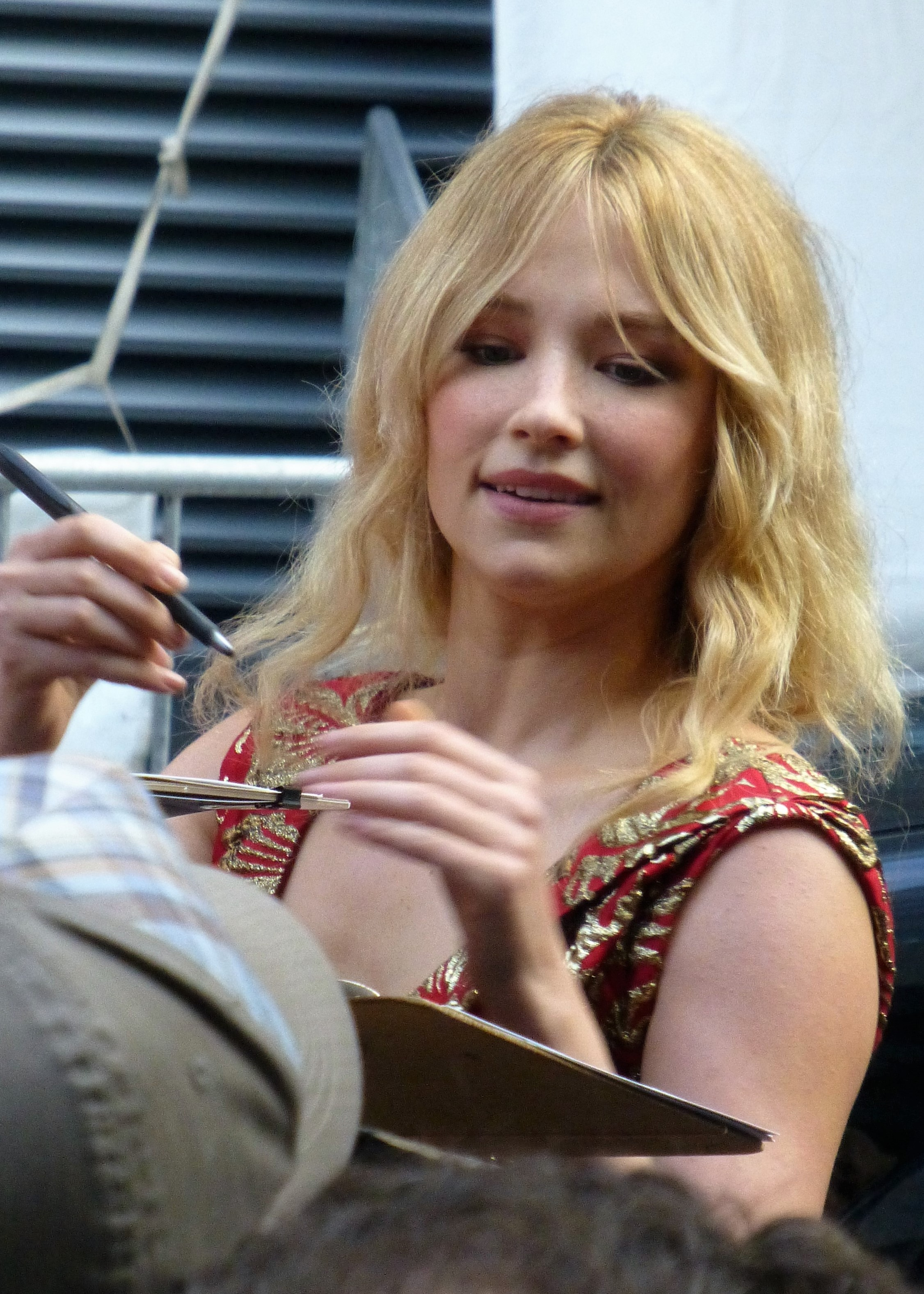
بنت در جشنواره بین‌المللی فیلم تورنتو ۲۰۱۶

| سال  | عنوان                      | نقش          | توضیحات      |
| ---- | -------------------------- | ------------ | ------------ |
| ۲۰۰۷ | موسیقی و ترانه             | کورا کورمن   |              |
| ۲۰۰۸ | کالج                       | کندال        |              |
| ۲۰۰۸ | مارلی و من                 | لیسا         |              |
| ۲۰۰۹ | گودال                      | جولی کمبل    |              |
| ۲۰۱۰ | کابوم                      | استلا        |              |
| ۲۰۱۴ | ایکوالایزر                 | مندی         |              |
| ۲۰۱۵ | هنری جان‌سخت                | استل         |              |
| ۲۰۱۶ | یک نوع از قتل              | الی          |              |
| ۲۰۱۶ | هفت دلاور                  | اما کالن     |              |
| ۲۰۱۶ | دختری در قطار              | مگان هیپ‌ول   |              |
| ۲۰۱۶ | قوانین صدق نمی‌کنند         | میمی مورفی   |              |
| ۲۰۱۷ | تشکر به خاطر خدمت‌تان       | ساسکیا شومان |              |
| ۲۰۱۷ | ترانه به ترانه             |              | سکانس حذف‌شده |
| ۲۰۱۹ | بلعیدن                     | هانتر        |              |
| ۲۰۱۹ | میعادگاه غوطه ور دریای سرخ | ریچل رایتر   |              |
| ۲۰۲۰ | شیطان تمام‌وقت              | شارلوت راسل  |              |
| ۲۰۲۰ | مرثیه هیلبیلی              | لیندزی       |              |
| ۲۰۲۱ | سیرانو                     | روکسان       |              |